# Ammothella setacea
Ammothella setacea là một loài nhện biển trong họ Ammotheidae. Loài này thuộc chi Ammothella. Ammothella setacea được miêu tả khoa học năm 1938 bởi Helfer.